# Rialto Film
Rialto Film è una casa di produzione cinematografica danese divenuta poi di proprietà tedesca.
Venne fondata da Constantin Philipsen nel 1897 che in seguito l'affidò al figlio Constantin Preben Philipsen che la guidò fino al 1950 quando venne costituita la società di distribuzione Constantin Film.
Purtroppo poco rimane delle attività svolte dalla società fino a questo momento.
La Rialto Film divenne famosa a livello internazionale negli anni sessanta sotto la direzione di Harald Reinl (al quale si aggiunse presto Horst Wendlandt) quando produsse oltre 30 pellicole basate sulle opere del giallista inglese Edgar Wallace e 9 film di genere western ispirati alle storie del tedesco Karl May.
Grazie a questi successi entra in contatto con altri produttori realizzando diverse coproduzioni internazionali.

## Filmografia parziale
- 1960: Il cerchio rosso (Der rote Kreis)
- 1961: Il segreto del narciso d'oro (Das Geheimnis der gelben Narzissen)
- 1962: Il tesoro del lago d'argento (Der Schatz im Silbersee)
- 1963: Il laccio rosso (Das indische Tuch)
- 1963: La valle dei lunghi coltelli (Winnetou - 1. Teil)
- 1964: Giorni di fuoco (Winnetou - 2. Teil)
- 1965: Danza di guerra per Ringo (Der Ölprinz)
- 1965: Desperato Trail (Winnetou - 3. Teil)
- 1965: Surehand (Old Surehand 1. Teil)
- 1966: Tiro a segno per uccidere (Das Geheimnis der gelben Mönche)
- 1967: Il fantasma di Londra (Der Mönch mit der Peitsche)
- 1969: A doppia faccia (Das Gesicht im Dunkeln)
- 1972: Cosa avete fatto a Solange?
- 1972: Sette orchidee macchiate di rosso
- 1973: Il serpente (Le Serpent)
- 1973: Il mio nome è nessuno
- 1973: Un genio, due compari, un pollo
- 1975: L'uovo del serpente (The Serpent's Egg)
- 1978: Piedone l'africano
- 1978: Lo chiamavano Bulldozer
- 1979: Una donna semplice (Une histoire simple)
- 1981: Occhio alla penna
- 1981: Lola
- 1981: Der Mann im Pyjama
- 1982: Veronika Voss (Die Sehnsucht der Veronika Voss)
- 1986: Momo
- 2025: Amrum